# أليسون وير
 أليسون وير  (بالإنجليزية: Alison Weir)‏ (ولدت عام 1951) كاتبة بريطانية متخصصة في التاريخ، وبالأخص سير الملوك الإنجليز.

## حياتها الخاصة
تعيش أليسون وير في سري، إنجلترا. وقبل أن تصبح كاتبة، عملت وير كمعلمة للأطفال ذوي الاحتياجات الخاصة، ودرست التاريخ في كلية تدريب المعلمين.
أليسون متزوجة من رانكن وير منذ عام 1972، ولديها طفلان جون (مواليد عام 1982) وكيت (مواليد عام 1984).

## إصداراتها
تحتفظ وير بقاعدة عريضة من القراء، والكثير من كتبها حقق أفضل مبيعات في المملكة المتحدة. وفي عام 2007، كتبت روايتها الأولى «الخائنة البريئة»، التي تستند على قصة حياة ليدي جين غراي، وروايتها الثانية «الليدي إليزابيث» تناولت حياة الملكة إليزابيث الأولى قبل اعتلائها إلى العرش، والتي نشرت في عام 2008 في المملكة المتحدة والولايات المتحدة. وصدر لها رواية أخرى، وهي «الملكة الأسيرة»، في صيف عام 2010 حول قصة إليانور آكيتيان.
وفي 4 فبراير 2009 في هيوستن، تكساس، أعلنت أليسون وير أنها سوف تصدر كتاب جديد في المملكة المتحدة يغطي الأشهر الأربعة الأخيرة من حياة آن بولين، بعنوان «الليدي في البرج: قصة سقوط آن بولين»، والذي صدر في أكتوبر 2009. وكشفت أيضًا أن تعمل حاليًا على سيرتين ذاتيتين وروايتين.
لأليسون وير أيضًا رواية «خونة البرج»، والتي نشرتها في يوم الكتاب العالمي عام 2010.

### قصص
- كتاب «زوجات هنري الثامن الست» (1991)
- «أمراء البرج» (1992)
- «لانكستر ويورك - حرب الوردتين» (1995)
- «أولاد هنري الثامن» (1996)
- «إليزابيث، الملكة» (1998)
- «إليانور آكيتيان: ملكة إنجلترا بغضب الله» (1999)
- «هنري الثامن: الملك وحاشيته» (2001)
- «العائلة المالكة في بريطانيا: النسب الكامل» (2002)
- «ماري ملكة اسكتلندا ومقتل لورد دارنلي» (2003)
- «إيزابيلا: ذئبة فرنسا، ملكة إنجلترا» (2005)
- «الليدي في البرج» (2009)
- «خونة البرج» (2010)

### روايات
- «الخائنة البريئة»: رواية عن الليدي جين غراي (2007)
- «الليدي إليزابيث» (2008)
- «الملكة الأسيرة» (2010)

## روابط خارجية
- أليسون وير على موقع IMDb (الإنجليزية)
- أليسون وير على موقع ميوزك برينز (الإنجليزية)